# Léon Clédat
Léon Clédat (* 4. Februar 1851 in Le Change, Département Dordogne; † 27. Juni 1930 in Lyon) war ein französischer Romanist.

## Leben und Werk
Clédat ging durch die École des chartes und die École française de Rome. Als Schüler von Paul Meyer und Gaston Paris habilitierte er sich mit den beiden Thèses Du Rôle historique de Bertrand de Born (1175–1200) (Paris 1879) und De Fratre Salimbene et de ejus chronicae auctoritate (Paris 1878). Im Dezember 1876 hielt er seine Antrittsvorlesung über die Literatur des Mittelalters an der Universität Lyon, wo er bis 1921 ununterbrochen lehren sollte, ab 1892 als Dekan. 1887 begründete er die Revue des patois, nannte sie aber ab 1889 Revue de philologie française et provençale und ab 1897 Revue de philologie française et de littérature. Clédat engagierte sich in der Diskussion um die Orthographiereform. Sein weit gespanntes Werk ist in jüngster Zeit Gegenstand einer gewissen Neuentdeckung und Neubewertung.

## Weitere Werke
- Lyon au commencement du XVe siècle (1416-1420), d'après les registres consulaires, Paris 1884
- Grammaire élémentaire de la vieille langue française, Paris 1885
- (Hrsg.) La Chanson de Roland. Nouvelle édition classique, Paris 1886
- Petit Glossaire du vieux français, précédé d'une introduction grammaticale, Paris 1887
- Extraits de la Chronique de Joinville, précédés d'une introduction grammaticale et suivis d'un glossaire, Paris 1887
- La chanson de Roland. Traduction archaïque et rythmée, Paris 1887
- Le Nouveau Testament, traduit au XIIIe siècle en langue provençale, suivi d'Un rituel cathare, Paris 1887
- Nouvelle Grammaire historique du français, Paris 1889
- Grammaire élémentaire, 2 Bde., Paris 1890
- L'Orthographe française, discours de réception à l'Académie des sciences, belles-lettres et arts de Lyon, lu dans la séance publique du 1er juillet 1890, Lyon 1890
- Précis d'orthographe et de grammaire phonétiques, pour l'enseignement du français à l'étranger, Paris 1890
- Rutebeuf, Paris 1891
- La Poésie lyrique et satirique en France au moyen âge, Paris 1893
- Le Théâtre en France au moyen âge, Paris 1896
- Notions d'histoire de l'orthographe, Paris 1910
- Chrestomathie du moyen âge, ou Morceaux choisis des auteurs français du moyen âge, 7. Auflage, Paris 1912
- Dictionnaire étymologique de la langue française, Paris 1912
- Manuel de phonétique et de morphologie historique du français, Paris 1917
- Vocabulaire latin. Familles et groupements de mots, Paris 1924
- Les Origines latines du français, Paris 1926
- Précis d'orthographe française, Paris 1930
- En marge des grammaires, Paris 1932